# Saabit Hadžić
Saabit Hadžić, även stavat Sabit Hadžić, född 7 augusti 1957 i Sarajevo i Bosnien och Hercegovina (i dåvarande Jugoslavien), död 3 mars 2018 i Antalya i Turkiet, var en jugoslavisk basketspelare som tog tog OS-brons 1984 i Los Angeles. Detta var Jugoslaviens tredje medalj i rad i basket vid olympiska sommarspelen. Han spelade bland annat för KK Bosna Sarajevo.